# Odległość zenitalna
Odległość zenitalna – kąt pomiędzy kierunkiem na zadany punkt sfery niebieskiej a kierunkiem na zenit. Odległość zenitalna jest zwykle oznaczana literą {\displaystyle z} i wyrażana jest w mierze stopniowej, zmieniając swoją wartość w zakresie od 0° w zenicie poprzez 90° na horyzoncie do 180° w nadirze. Odległość zenitalna jest ściśle związana z wysokością {\displaystyle a} ciała nad horyzontem: {\displaystyle z=90^{\circ }-a.}